# Sonny Myers
Harold "Sonny" Myers (22 tháng 1 năm 1924 - 7 tháng 5 năm 2007) là một đô vật chuyên nghiệp người Mỹ, tham gia đấu vật hơn 60 năm.

## Sự nghiệp
Myers giữ chức vô địch hạng nặng nổi bật trong một số lãnh thổ, nổi bật nhất là lãnh thổ Trung Mỹ, nơi ông giành đai NWA Central States Heavyweight Champion mười bốn lần. Ông cũng giữ những chức vô địch đồng đội đa dạng khác, như lần giữ đai NWA World Heavyweight Champion ngắn ngủi, khi đánh bại Orville Brown tháng 11 năm 1947. Chức vô địch của ông phần lớn bị lãng quên khi National Wrestling Alliance hình thành vào năm sau, công nhận Brown cũng vô địch.
Sau khi Myers ngừng đấu vật, ông trở thành cảnh sát trưởng ở Buchanan County, Missouri và tổ chức Sonny Myers Carnival 22 năm.
Myers qua đời do bệnh lậu vào ngày 7 tháng 5 năm 2007.

## Chức vô địch và danh hiệu
- Central States Wrestling
  - NWA Central States Heavyweight Championship (14 lần)
  - NWA Central States Tag Team Championship (1 lần) - với Bobby Graham
  - NWA North American Tag Team Championship (phiên bản Central States) (4 lần) - với Pat O'Connor (2) và Ron Etchison (2)
  - NWA United States Heavyweight Championship (phiên bản Central States) (2 lần)
  - NWA World Tag Team Championship (phiên bản Central States) (2 lần) - với Thor Haven (1) và Pat O'Connor (1)
- Gulf Coast Championship Wrestling
  - NWA Southern Junior Heavyweight Championship (1 lần)
- Southwest Sports, Inc.
  - NWA Texas Heavyweight Championship (5 lần) 1
- St. Louis Wrestling Club
  - NWA Missouri Heavyweight Championship (1 lần)
- Westener States Sports
  - NWA North American Heavyweight Championship (phiên bản Amarillo) (2 lần)
  - NWA Southwest Heavyweight Championship (1 lần)
  - NWA Southwest Tag Team Championship (3 lần) - với Dizzy Davis (1), Leo Garibaldi (1) và Larry Chane (1)

1 Lần giữ đai đầu tiên của Myers xảy ra trước khi hình thành National Wrestling Alliance và trước khi NWA giả định quyền kiểm soát chức vô địch.